# Слон Бастилии

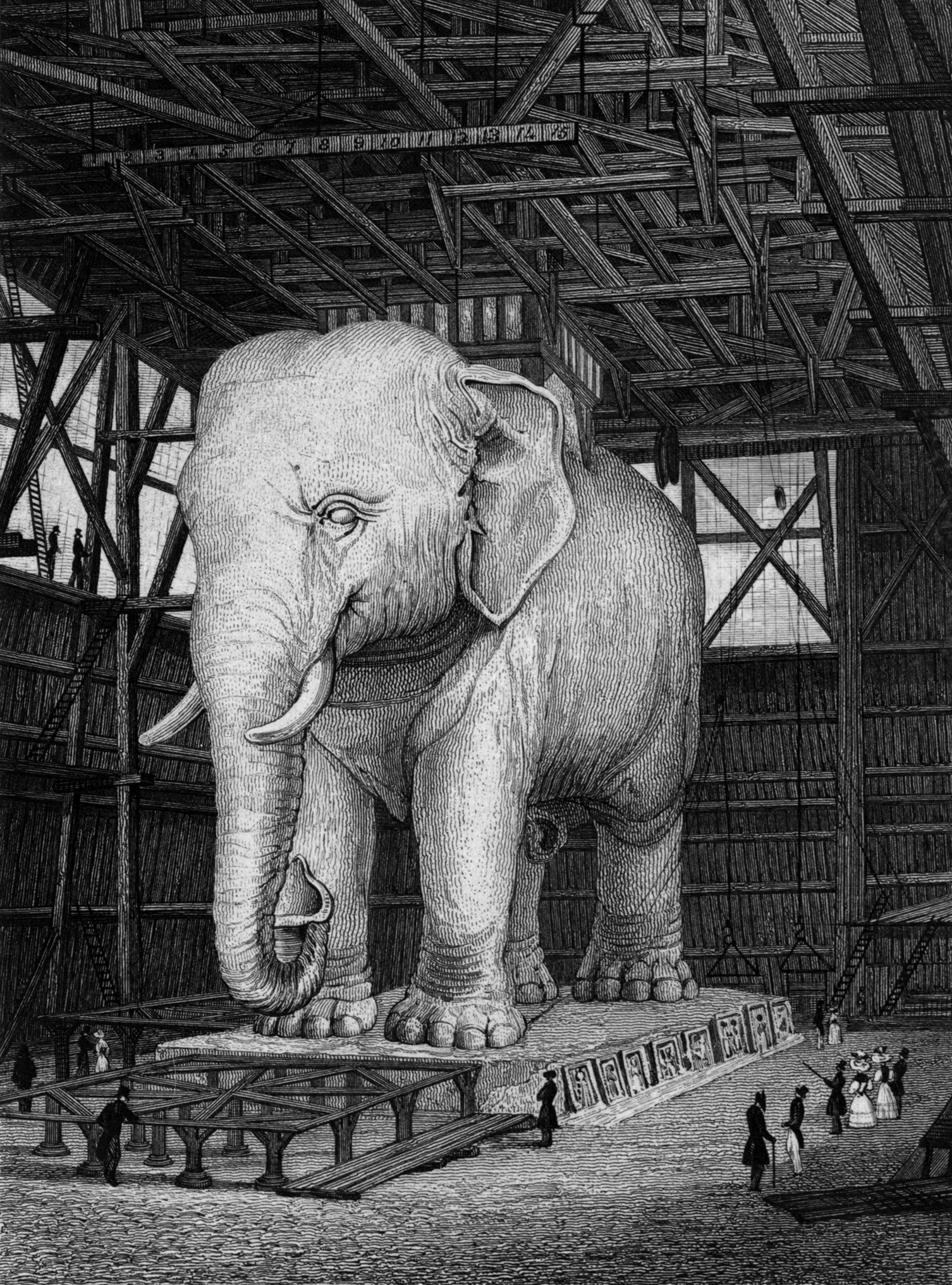
Полноразмерная модель слона, гравюра на стали.

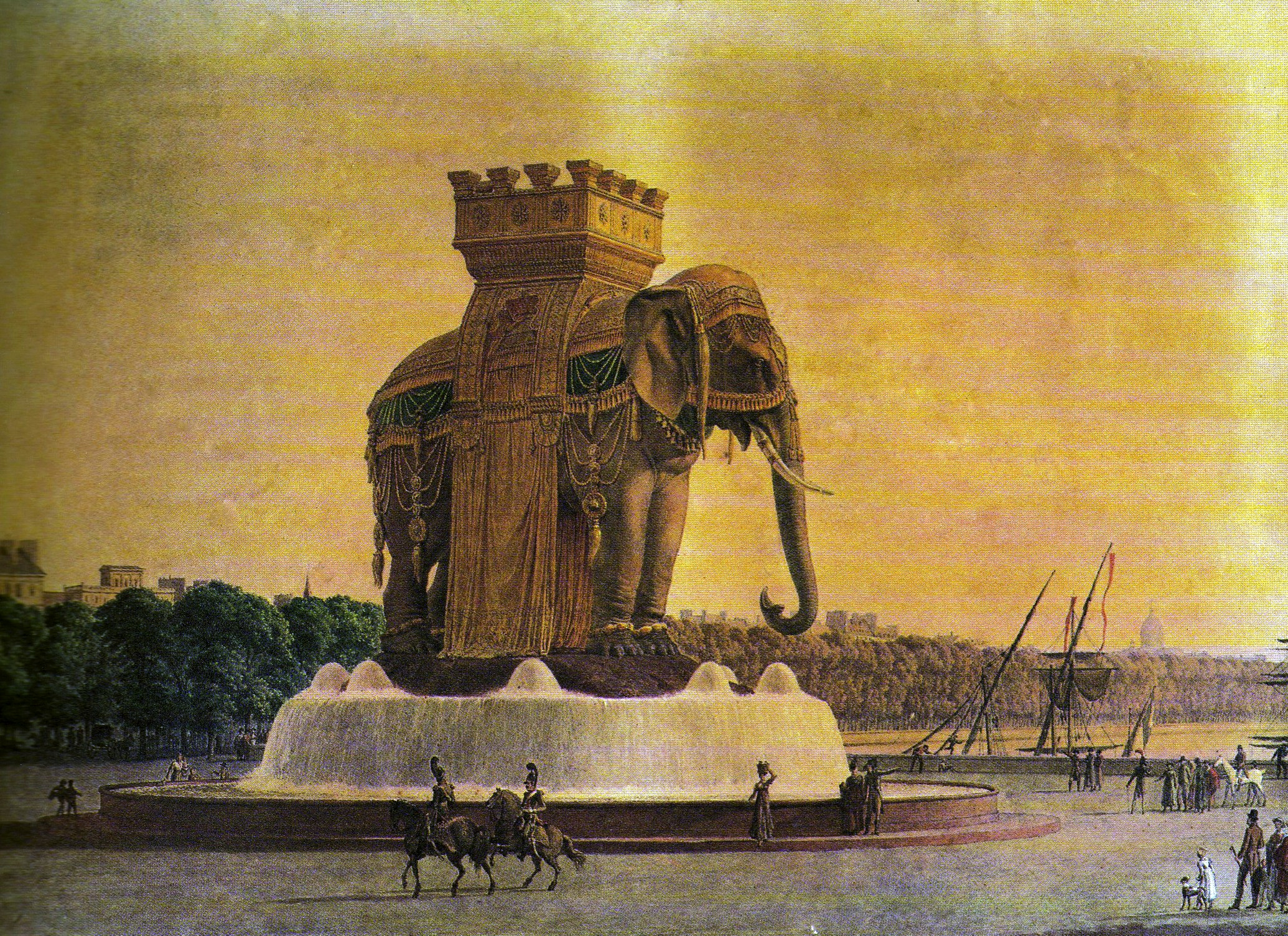
Слон Бастилии, проектная зарисовка.

Слон Бастилии — монумент в виде слона, установленный в Париже с 1813 по 1846 годы. Идея была предложена Наполеоном в 1808 году. Статую планировали сделать из бронзы и установить на площади Бастилии, однако был создан лишь полноразмерный гипсовый макет. 24-метровая модель слона была настолько запоминающимся сооружением, что Виктор Гюго увековечил её в романе «Отверженные», где эта статуя служит пристанищем для Гавроша. Основание монумента сохранилось до настоящего времени, хотя сам слон был заменен Июльской колонной.

## Замысел
После взятия Бастилии в июле 1789 года начались споры, стоит ли снести Бастилию или её необходимо оставить как памятник. Однако вскоре она была разобрана по камням, часть из которых была использована при строительстве моста Согласия, а часть распродана на сувениры. В 1792 году место, где находилась крепость, было переименовано в площадь Бастилии, а от самого замка остались лишь следы.
В 1793 году на площади возводится фонтан в египетском стиле, представляющий собой женщину с текущей из грудей водой. Он носил имя «Фонтан Возрождения».
Наполеон планировал провести работы по восстановлению и обустройству Парижа. Кроме того, он любил строить монументы, прославляющие военные победы. Наполеон решил построить внушительный памятник, прославляющий его военное мастерство. Этим памятником должен был стать 24-метровый бронзовый слон. Бронзу для памятника должны были получить из переплавленных трофейных орудий. На одной из ног слона находилась лестница, по которой посетители могли бы подняться на обзорную площадку на спине.

## Строительство
Строительство монумента курировал Доминик Виван, архитектором был Жак Селерье. Под его руководством в период с 1810 по 1812 годы были проведены подготовительные работы — построены подземные коммуникации и трубы для подачи воды в фонтан.
В 1812 году у проекта появился новый архитектор Жан-Антуан Алавуан, который завершил постройку фонтана. Архитектору было необходимо показать, как будет выглядеть окончательный результат, и он принял решение создать полноразмерную модель из камня с деревянным каркасом. Постройка модели была завершена в 1814 году. Строительство было остановлено после поражения Наполеона в битве при Ватерлоо в 1815 году. Однако архитектор искал возможности завершить строительство в 1833 году.
В 1841 и 1843 годах городской совет рассматривал варианты использования при строительстве бронзы, железа или меди, однако ни один из вариантов не был принят.

## Снос
В конце 1820-х годов от жителей окрестных домов начинают поступать жалобы на то, что в памятнике живёт огромное количество крыс, которые в поисках пищи устраивают набеги на их дома. Однако памятник был демонтирован лишь в 1846 году — ввиду значительного износа.

## Наследие
Круглое основание памятника сохранилось и по сей день, сейчас на нём установлена Июльская колонна. Описание слона Бастилии можно встретить в романе Виктора Гюго «Отверженные»:
Иностранцы редко осматривали это сооружение, прохожие вовсе не смотрели на него. Слон разрушался с каждым годом; отвалившиеся куски штукатурки оставляли на его боках после себя отвратительные язвины. "Эдилы", как выражаются на изящном арго салонов, забыли о нём с 1814 года. Он стоял здесь, в своём углу, угрюмый, больной, разрушающийся, окружённый сгнившей изгородью, загаженный пьяными кучерами; трещины бороздили его брюхо, из хвоста выпирал прут от каркаса, высокая трава росла между ногами. Так как уровень площади в течение тридцати лет становился вокруг него всё выше - благодаря медленному и непрерывному наслоению земли, которое незаметно поднимает почву больших городов, - то он очутился во впадине, как будто земля осела под ним. Он стоял загрязнённый, непризнанный, отталкивающий  и надменный - безобразный на взгляд мещан, грустный на взгляд мыслителя. Он чем-то напоминал груду мусора, который скоро выметут, и одновременно нечто исполненное величия, что будет вскоре развенчано.
Виктор Гюго, Отверженные, 1862

## Другие изображения

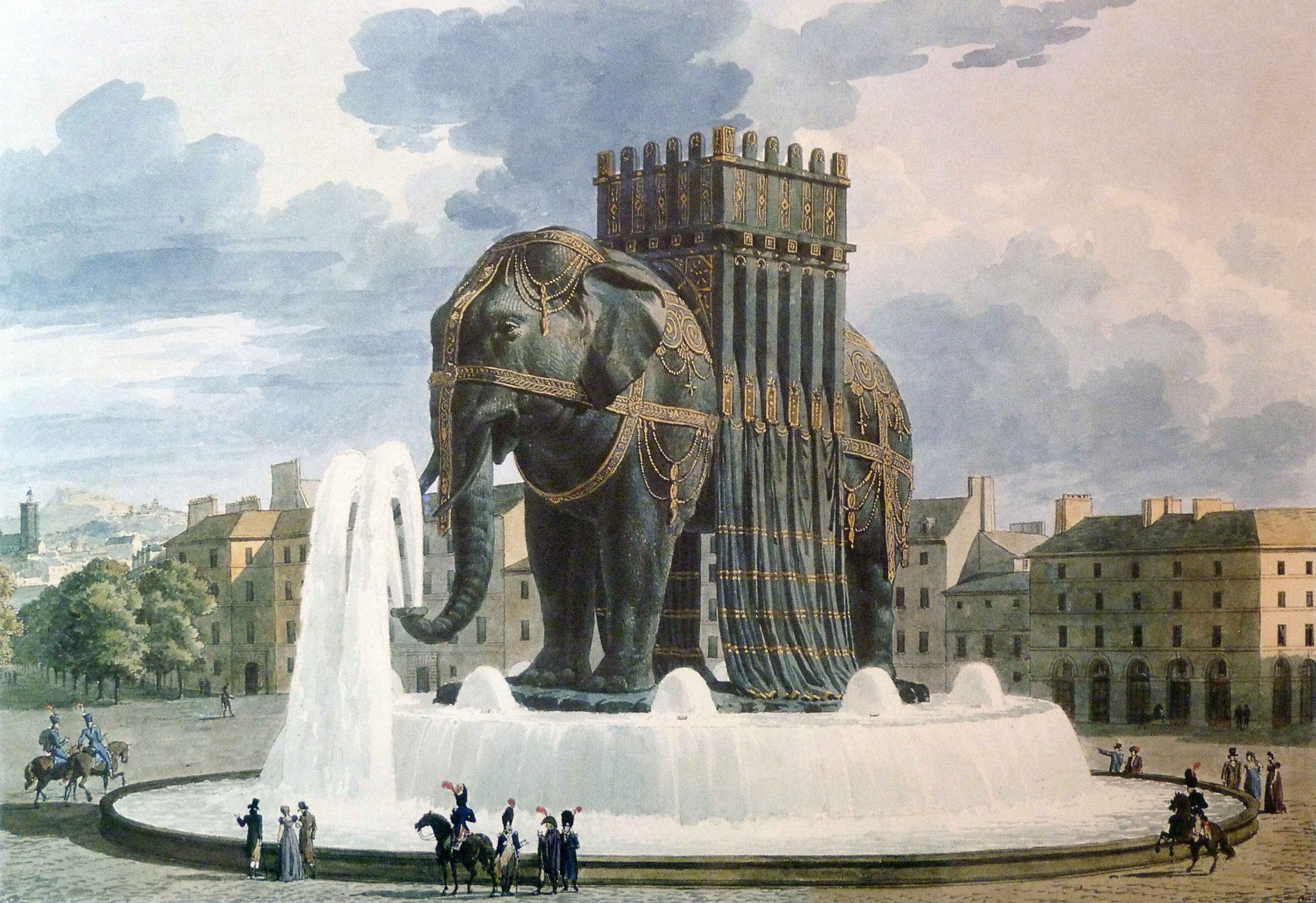
Акварель, архитектор Jean-Antoine Alavoine
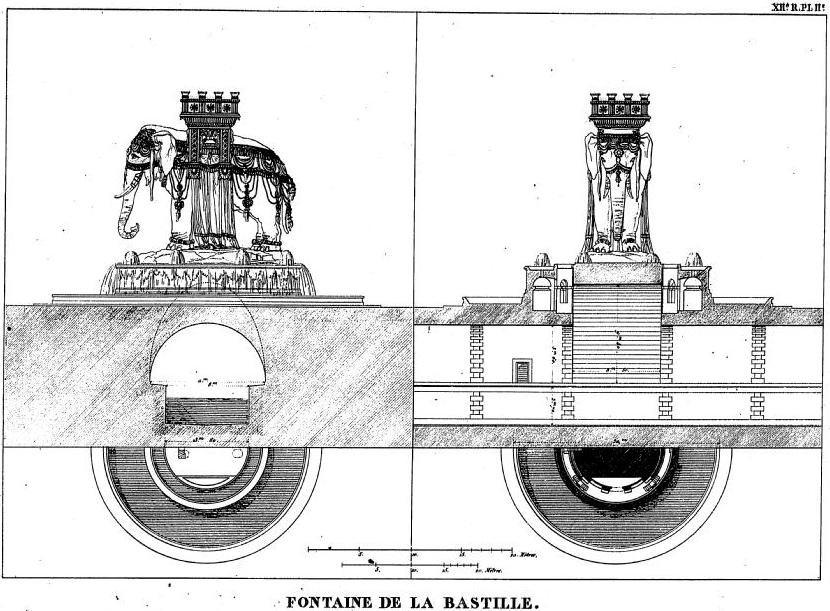
Схема фонтана, выполненная в 1828 году Louis Bruyère[фр.]
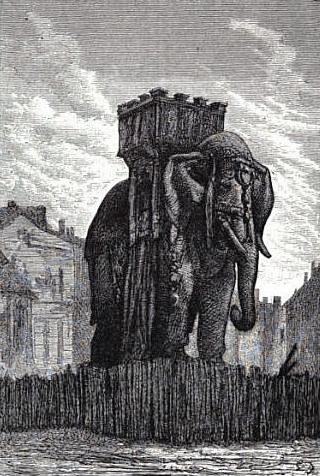
Иллюстрация к роману «Отверженные», 1865 г.
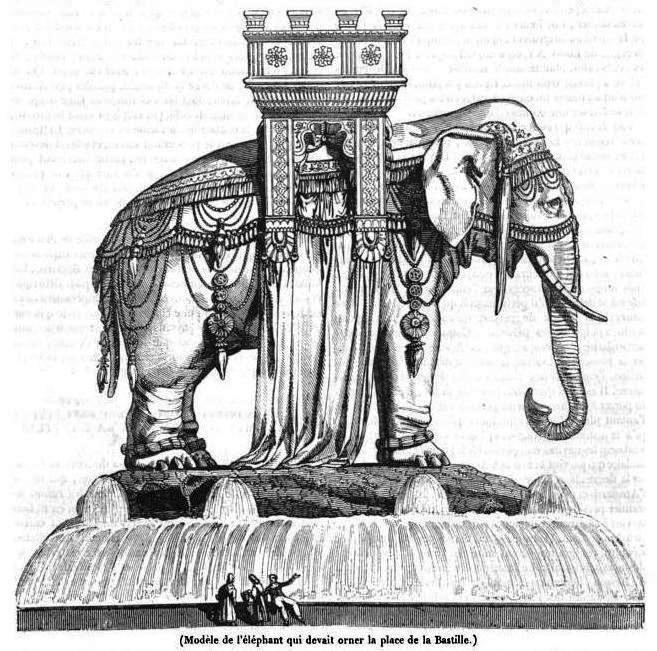
1834 год, гравюра неизвестного художника
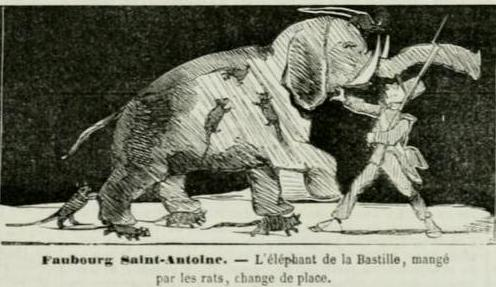
Рисунок 1844 года, изображающий крыс, бегающих по статуе